# Поспелов, Михаил Дмитриевич
Михаи́л Дми́триевич Поспе́лов (19 мая 1884, Орёл — 10 августа 1962, Ташкент) — офицер пограничной стражи Российской империи и пограничных войск СССР, прототип Верещагина из кинофильма «Белое солнце пустыни».

## Биография
Окончил Тифлисское пехотное училище, выпущен в Либавский 6-й пехотный полк. Также служил в 142-м Звенигородском полку, расквартированном в г. Орле. В совершенстве владел элементами кавалерийской подготовки, за успехи в соревнованиях по стрельбе был награжден шестью императорскими призами. В 1911 году по собственному желанию переведён в Отдельный корпус пограничной стражи и назначен в 7-й округ в пограничный отряд Подколаты. С 1913 года — штабс-ротмистр, начальник Гермабского пограничного отряда 30-й Закаспийской пограничной бригады.

### Пограничная стража на Каспии
30-я Закаспийская пограничная бригада состояла из учебного отряда, 5 пограничных отделов и морской охраны на Каспийском море. В её состав входили сторожевой корабль «Часовой» и четыре больших пограничных катера военно-морского типа. Гермабский погранотряд контролировал участок границы протяженностью в 100 верст. Он имел в своём составе 4 конно-сторожевых кордона: Гермаб, Сулюкли, Мерген-Улья и Сарам-Сакли. Задачи отряда состояли в пресечении деятельности контрабандистов и противодействии разведкам Великобритании, Германии и Турции. В 1917 году после Февральской и Октябрьской революций почти весь личный состав пограничной стражи, включая офицеров, оставил службу и разошелся. Офицеры присоединились к ВСЮР А. И. Деникина или эмигрировали в Персию, солдаты ушли домой. В Гермабском пограничном отряде остался начальник отряда Поспелов и его переводчик. Граница фактически не охранялась до середины 1919 года. Единственным вооружённым пунктом на участке отряда оставался дом начальника с запасом пулемётов, винтовок и гранат. Гарнизон составлял сам Поспелов, его супруга Софья Григорьевна Поспелова и переводчик. С ними оставались две малолетние дочки — Лена и Вера. За рыжие усы получил у местного населения прозвище «Красный шайтан».

### На службе в Красной армии и войсках ВЧК
8 июля 1919 года части Красной Армии заняли Ашхабад, создались условия для восстановления охраны границы. К тому времени Поспелов уже самостоятельно сформировал небольшой отряд добровольцев из числа беднейших туркмен, которые пытались охранять пограничную полосу. 24 декабря 1919 года приказом войскам Туркестанского фронта Поспелов назначается командиром пограничного батальона дислоцированного в населённом пункте Гермаб. В марте 1921 года он назначается командиром 1-го пограничного полка с дислокацией в городе Ашхабад. Перед полком ставится задача по охране всего участка советско-персидской границы. С формированием войск ВЧК Туркестана Поспелов назначается начальником 1-го района 35-й пограничной бригады. В июле 1923 года Поспелов назначается первым начальником учебной пограничной школы в Ашхабаде. Школа предназначалась для подготовки младшего командного состава. Курс был рассчитан на 3 месяца. Выпускники школы становились начальниками и помощниками начальников застав на среднеазиатской границе. С 1925 по 1933 год Поспелов принимает активное участие в разгроме басмачества в Средней Азии.

### Обеспечение безопасности геологических экспедиций
Поспелову поручается организация и обеспечение эффективной работы советских геологоразведочных экспедиций возглавляемых академиком А. Е. Ферсманом и геологом (впоследствии академиком АН СССР) Д. И. Щербаковым. Они были направлены в пустыню Каракумы с задачей разведки месторождений серы и других полезных ископаемых. Ученым был нужен человек, который знал местность, ориентировался в бескрайних песках, знал местные обычаи и владел туркменским языком. Обе экспедиции, исключительно благодаря личному участию в них Поспелова в качестве начальника каравана, полностью выполнили поставленные задачи и возвратились из пустынных районов без потерь, несмотря на разгул басмачества.

### В пожарной охране
Перед Великой Отечественной войной Поспелов переходит на работу в пожарную охрану города Ташкента. В годы Великой Отечественной войны  работал в Управлении пожарной охраны УзССР. В действующую армию не призывался по возрасту. За работу по руководству пожарными подразделениями в городе Ташкенте в годы войны награжден грамотами и медалью «За доблестный труд в Великой Отечественной войне 1941—1945 годов». В 1950-х годах ему присваивается статус персонального пенсионера УзССР. Скончался 10 августа 1962 года в Ташкенте.

## Семья
Жена — Софья Григорьевна Поспелова (Покровская), дочери Елена и Вера.

## Память
- М. Д. Поспелов является прототипом Верещагина из фильма «Белое солнце пустыни». В 1967 году сценарист фильма В. И. Ежов в поисках информации для сюжета ездил в командировку в Среднюю Азию, где встречался с местными ветеранами, воевавшими с басмачами, которые рассказали ему о Поспелове. Многие факты из его биографии были введены в сценарий фильма[2].

- О Поспелове рассказывет документальный фильм «Рассказ о старом пограничнике»[3]

- Материалы о Поспелове размещены в Музее пограничных войск на стенде «На изломе веков».

- Экспозиции о С. Д. Поспелове представлены в Музее Пограничных войск Орловской региональной организации ветеранов Погранвойск «Пограничник».[источник не указан 699 дней]

- Материалы о Поспелове представлены в Пограничном музее школы № 26 г. Орла. 1 сентября 2020 года в ней был открыт Кадетский пограничный класс им. М. Д. Поспелова.[источник не указан 699 дней]
- В феврале 2024 г. в Орловском издательстве "Картуш" была издана книга Игоря Семенова "Белое солнце "Красного шайтана"", рассказывающая о жизни и деятельности М.Д.Поспелова от первой записи в метрике Покровского храма до последней записи о захоронении на Боткинском кладбище в г. Ташкенте.